# Andrés Bello
Andrés de Jesús María y José Bello López (Caracas, 29 de novembro de 1781 — Santiago do Chile, 15 de outubro de 1865) foi um humanista, diplomata, poeta, legislador, filósofo, educador e filólogo venezuelano, cujas obras políticas e literárias constituem uma parte importante da cultura hispano-americana. Bello é destaque no antigo bolívar venezuelano de 2 000 e nas notas de 20 000 pesos chilenos.

## Informações biográficas

### Vida na Venezuela (1781-1810)
Bello nasceu em Caracas e foi criado estudando na academia de Ramón Vanlonsten. Ele foi o primeiro filho do advogado don Bartolomé Bello e de Ana Antonia López, cujos pais descendiam de residentes das Ilhas Canárias.
Ele também frequentou o Convento de las Mercedes, onde estudou latim com o Padre Cristobal de Quesada. Após a morte do monge, em 1796, Bello traduziu o Livro V da Eneida.
Ele estudou Artes Liberais, Direito e Medicina na Universidade de Caracas e formou-se em 9 de maio de 1800, com o grau de Bacharel em Artes. Além de ter estudos inacabados em direito e medicina, aprendeu, por conta própria, inglês e francês. Deu aulas particulares, tendo o jovem Simón Bolívar entre seus alunos. Suas traduções e adaptações de textos clássicos lhe conferiram prestígio, e, em 1802, conquistou, por concurso, o posto de Segundo Secretário do governo colonial. Durante o período de 1802 a 1810, Bello tornou-se uma das pessoas intelectualmente mais influentes na sociedade de Caracas, exercendo funções políticas para a administração colonial, além de ganhar notoriedade como poeta ao traduzir a tragédia Zulima, de Voltaire. Posteriormente, ficou conhecido por seus primeiros escritos e traduções, editou o jornal Gazeta de Caracas e ocupou cargos importantes no governo da Capitania Geral da Venezuela. Acompanhou Alexander von Humboldt em parte de sua expedição latino-americana (1800) e foi, por um curto período, professor de Simón Bolívar.
Seus relacionamentos com ambos os homens tornaram-se fatores importantes no cultivo de suas ideias para sua carreira intelectual.
Bello passou dez anos, após sua educação formal, em sua terra natal, Caracas. Foi autor de duas obras literárias, Calendario manual y guía universal del forastero en Venezuela para el año de 1810 e Resumen de la historia de Venezuela.
Ambas as obras foram amplamente aceitas na Venezuela, e, a partir desse ponto, Bello iniciou sua carreira como poeta. Com o passar do tempo, expandiu ainda mais suas noções sobre humanismo e conservadorismo. De suas teorias e ideias, foi eventualmente saudado como um dos principais humanistas de seu tempo.
Em 19 de abril de 1810, Bello participou de eventos que ajudaram a desencadear a independência da Venezuela, incluindo a destituição do Capitão-Geral Vicente Emparan pelo Cabildo de Caracas. A Suprema Junta de Caracas, instituição que governou a Capitania Geral da Venezuela após a renúncia forçada de Emparan, nomeou imediatamente Bello como Primeiro Oficial do Ministério das Relações Exteriores. Em 10 de junho daquele ano, partiu em uma missão diplomática para Londres como representante da nova República. Foi comissionado, juntamente com Simón Bolívar e Luis López Méndez, para obter apoio britânico à causa da independência. Bello foi escolhido por seu conhecimento e domínio do idioma inglês, que adquiriu predominantemente por conta própria.

### Vida na Grã-Bretanha (1810-1829)

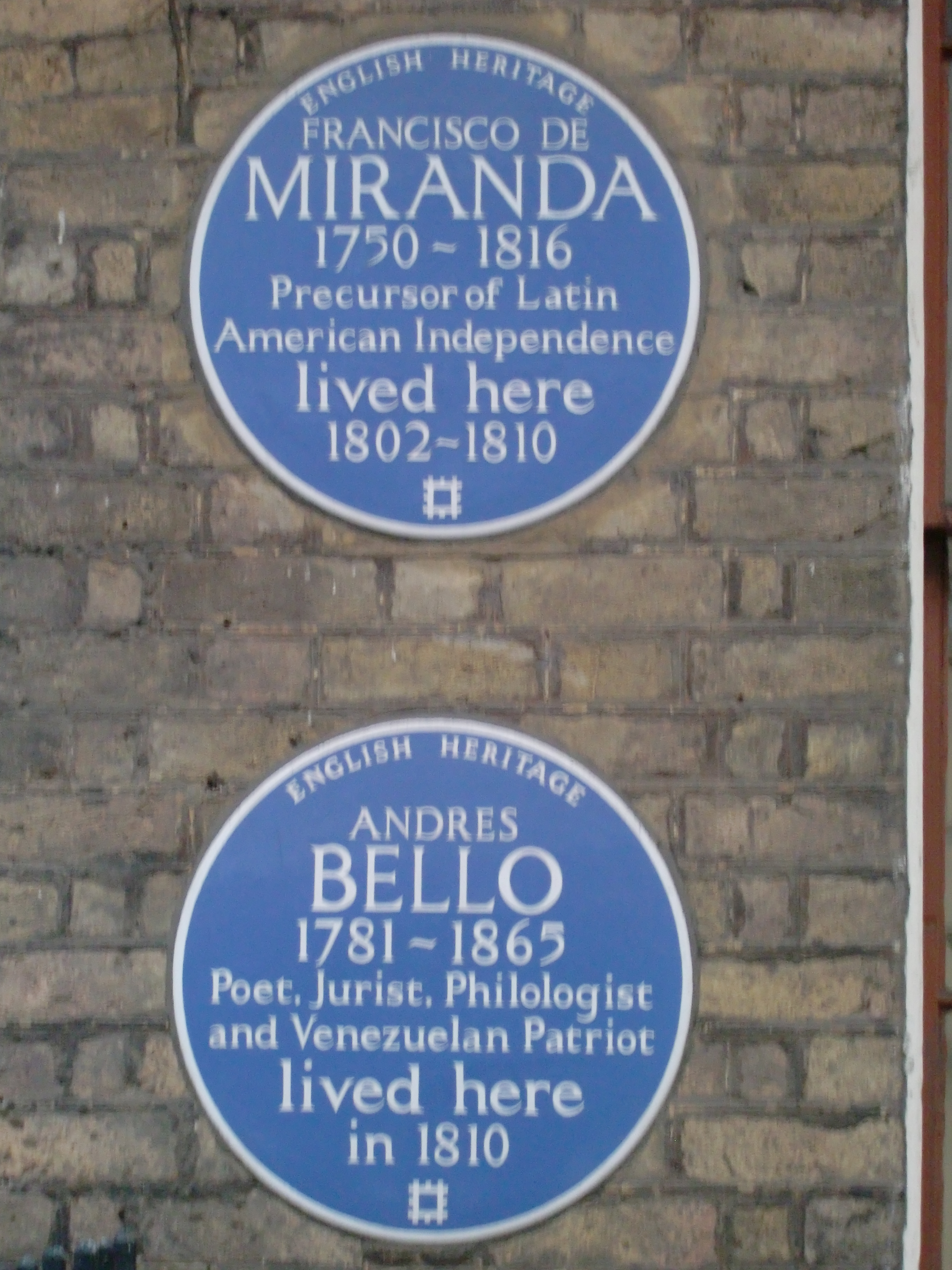
Placa azul que comemora Bello no 58 Grafton Way, Londres

Como Primeiro Oficial da Secretaria de Relações Exteriores da Venezuela após o golpe de 19 de abril de 1810, foi enviado para Londres juntamente com Simón Bolívar e Luis López Méndez, atuando como Representante Diplomático para obter fundos para o esforço revolucionário até 1813.
Bello desembarcou em Portsmouth como adido à missão de Bolívar em julho de 1810.
Bello teve uma vida, admitidamente, difícil durante sua estadia na Inglaterra, embora tenha conseguido desenvolver ainda mais suas ideias e demonstrado um interesse particular nas mudanças sociais da Inglaterra decorrentes da revolução industrial e da revolução agrícola.
Para ganhar a vida enquanto estava em Londres, deu aulas de espanhol e fez tutoria para os filhos de Lord Hamilton.
Em Londres, conheceu Francisco de Miranda e passou a frequentar com regularidade sua biblioteca na Grafton Way, bem como o Museu Britânico. Junto com Bello, Bolívar e López também se tornaram amigos de Miranda e aproveitaram a oportunidade para se destacarem graças às conquistas deste. Durante sua longa estadia na Inglaterra, amenizou seus sentimentos de saudade e passou a conviver com pensadores e intelectuais como José María Blanco White, Bartólome José Gallardo, Vicente Rocafuerte, entre outros. Permaneceu em Londres por dezenove anos atuando como secretário de legações e assuntos diplomáticos para Chile e Colômbia. Em seu tempo livre, dedicava-se ao estudo, ao ensino e ao jornalismo.
Uma English Heritage placa azul comemora Bello no 58 Grafton Way, seu endereço em Fitzrovia.
Em 1812, Andrés Bello sofreu economicamente enquanto tentava retornar para sua terra, na Venezuela. O terremoto ocorrido em 26 de março de 1812 impediu que sua família o auxiliasse financeiramente em seu retorno. A queda da Primeira República encerrou a forma de apoio financeiro que ele recebia da América Latina, e a prisão de Francisco de Miranda não melhorou a situação.
Em 1814, Andrés Bello casou-se com Mary Ann Boyland, uma inglesa de 20 anos. Tiveram três filhos,  es (1815–1854), Francisco Bello Boyland (1817–1845) e Juan Pablo Antonio Bello Boyland (1820–1821). Sua situação familiar era constantemente afetada por sua instabilidade financeira, forçando-o a buscar novos empregos. Trabalhou para o governo de Cundinamarca em 1815 e para as Províncias Unidas do Río de la Plata no ano seguinte. Em 1821, sua esposa morreu de tuberculose e, logo depois, seu filho Juan Pablo também faleceu.
Em 1823, Bello publicou a Biblioteca América com Juan Garcia del Rio, obra amplamente aclamada na Europa.
A colaboração deles incluiu uma reforma da ortografia espanhola que se tornou oficial em vários países da América Espanhola, especialmente no Chile.
Em 1826, publicou o jornal Repertorio Americano, ao qual contribuiu frequentemente tanto como editor quanto como poeta.
Seus dois poemas épicos, pelos quais se tornou famoso, intitulado Las Silvas Americanas, foram originalmente publicados durante seu período em Londres, por volta de 1826, e documentaram a cultura emergente do Novo Mundo. O segundo dos poemas, La agricultura de la zona tórrida, é o mais famoso dos dois, e consiste em uma descrição poética das terras tropicais da América do Sul, em um estilo que remete a Virgílio, um poeta de grande influência para Bello.
Sua situação melhorou temporariamente em 1822, quando Antonio José de Irisarri, um ministro chileno em Londres, nomeou-o secretário interino da legação.
Em 24 de fevereiro de 1824, Bello casou-se novamente com Isabel Antonia Dunn, com quem teve 12 filhos (três nascidos em Londres e o restante no Chile). Conseguiu tornar-se, novamente, secretário interino, desta vez para a Colômbia, assumindo o cargo em 7 de fevereiro de 1825. Esse trabalho não correspondeu às suas expectativas, pois o pagamento era irregular devido à crise financeira na América Latina.[carece de fontes?]
Em dezembro de 1826, Bello escreveu uma carta a Bolívar pedindo auxílio para sua situação financeira em Londres. Escreveu não apenas por causa de sua crise econômica, mas também porque acreditava que sua amizade com Bolívar havia desaparecido. Em abril de 1827, escreveu novamente a Bolívar, mas sua situação não melhorou. A amizade entre ambos chegou ao fim quando Bolívar transferiu o cargo de Bello para outra pessoa, obrigando-o a procurar outro emprego.
Em 1828, o governo do Chile ofereceu a Bello um emprego no Ministério da Fazenda e, em 14 de fevereiro de 1829, ele finalmente deixou o Reino Unido.[carece de fontes?]

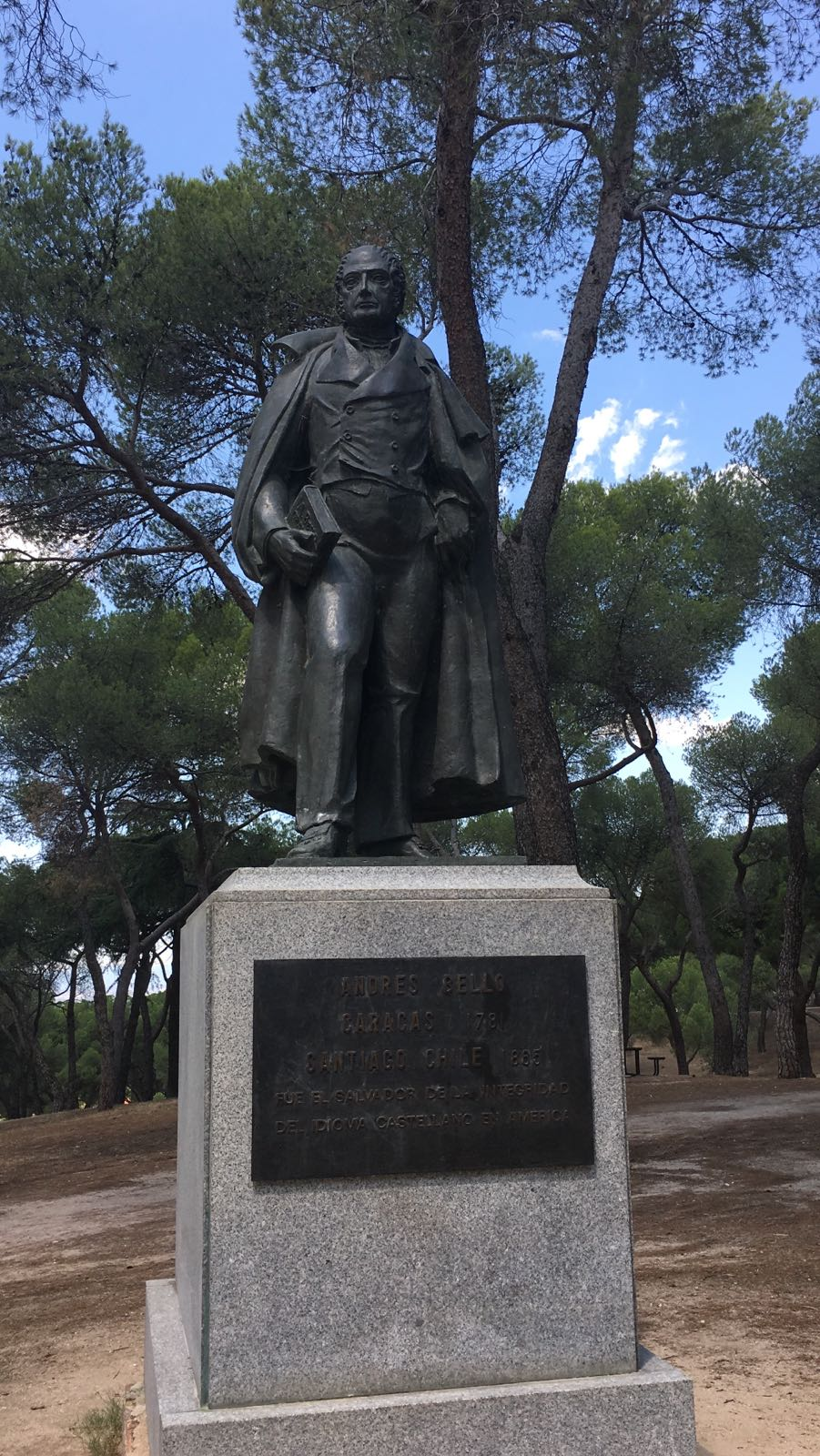
Estátua de Andrés Bello na Dehesa de la Villa, Madri (Espanha).

### Vida no Chile (1829-1865)

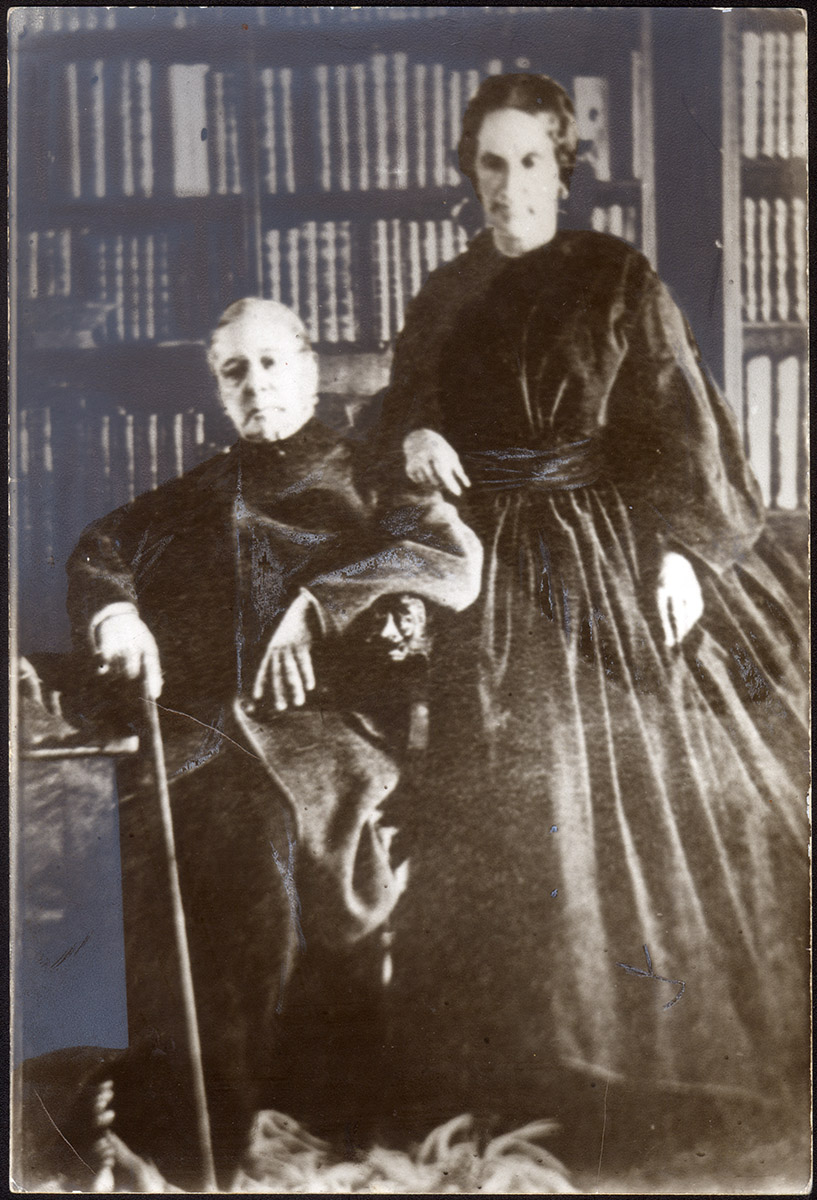
Andrés Bello e sua esposa Isabel Dunn em 1862

Em 1829, aceitou um cargo no Ministério das Relações Exteriores do Chile em Santiago, Chile, sob a administração do ministro chileno Diego Portales.
Embora fosse um candidato surpreendente, considerando seu nascimento venezuelano, ele aceitou o cargo de bom grado e, posteriormente, foi nomeado Senador de Santiago. Como Senador, fundou a Universidade do Chile em 1843 e ocupou o cargo de Reitor pelo resto de sua vida.
Até sua morte, aos oitenta e três anos, Bello trabalhou incansavelmente para formar as mentes jovens da nova república.
Pensadores e escritores brilhantes, como José Victorino Lastarria e Francisco Bilbao, foram influenciados pelo convívio com Bello.
A Gramática da língua castelhana destinada ao uso dos americanos, ou Gramática Castelhano destinada ao Uso dos Americanos (sendo “Americanos” os habitantes que falam castelhano ou espanhol nas Américas), concluída em 1847, foi a primeira gramática hispano-americana, com muitas contribuições originais, produto de longos anos de estudo. Republicada ao longo dos anos com várias revisões, sendo as mais significativas realizadas por Rufino José Cuervo, esta ainda é uma obra de referência valiosa. Bello foi aceito na Real Academia Espanhola como Membro Correspondente em 1861.

## Trabalhos

### Prosa
- Obras completas de Santiago, Chile
  - I. Filosofia da compreensão.
  - II. Poema do Cid
  - III. Poesia
  - IV. Gramática da Língua Castelhana
  - V. Tratos gramaticais
  - VI. Livretos Literários e Críticos
  - VII. Livretos Literários e Críticos
  - VIII. Livretos Literários e Críticos
  - IX. Folhetos Legais
  - X. Direito Internacional
  - XI. Projeto de Código Civil
  - XII. Projeto de Código Civil
  - XIII. Projeto Inédito de Código Civil
  - XIV. Livretos científicos
  - XV. Diversos
- Obras completas de Caracas, Venezuela
  - I. Poesia
  - II. Rascunhos de poesia
  - III. Filosofia da compreensão e outros escritos filosóficos
  - IV. Gramática da língua castelhana destinada ao uso dos americanos
  - XVIII. Questões Legais e Sociais
  - XIX. Textos e mensagens governamentais
  - XX. Trabalho no Senado do Chile (Discursos e Escritos)
  - XXIII. Tópicos de História e Geografia
  - XXIV. Cosmografia e outros escritos de divulgação científica
  - XXV. Epistolário
  - XXVI. Epistolário

### Poemas
- El romance a un samán
- A un Artista
- Oda al Anauco
- Oda a la vacuna
- Tirsis habitador del Tajo umbra
- Los sonnets a la victoria de Bailén
- A la nave (imitation de Horacio)
- Alocución a la Poesía, Londres
- El incendio de la Compañía (canto elegíaco) , Santiago de Chile, Imprenta del Estado
- La agricultura de la zona tórrida (em Las Cien Mejores Poesías de la Lengua Castellana)

## Descendentes

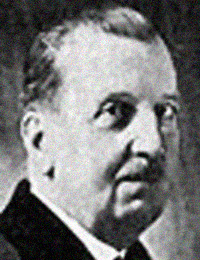
Emilio Bello Codesido, diplomata chileno, deputado e presidente da junta governamental (1868 - 1963)
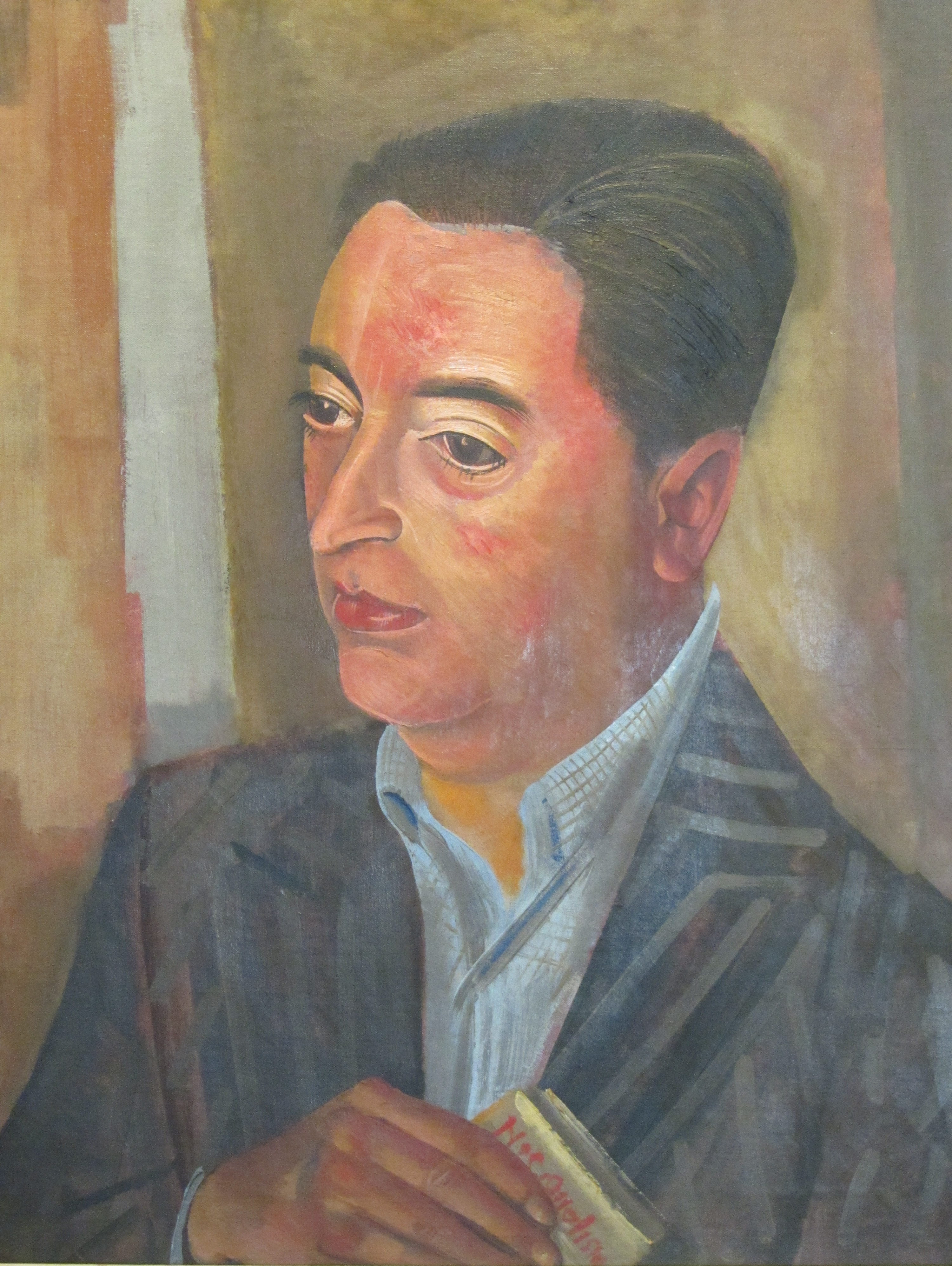
Joaquín Edwards Bello, escritor chileno (1887 - 1968)
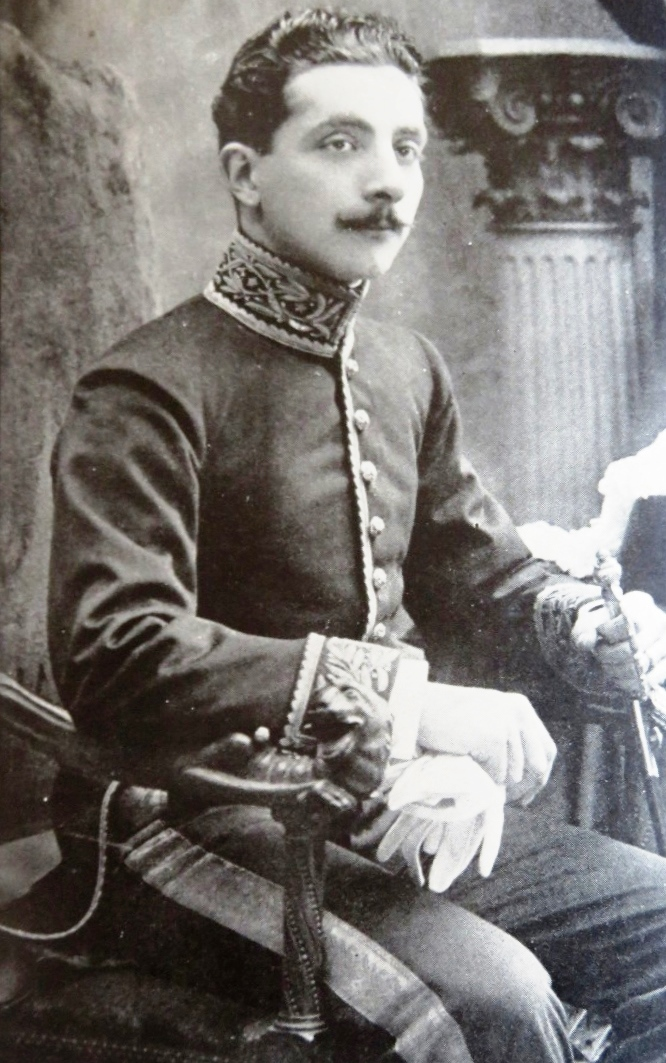
Ernesto Balmaceda Bello, diplomata chileno (1887 - 1906)
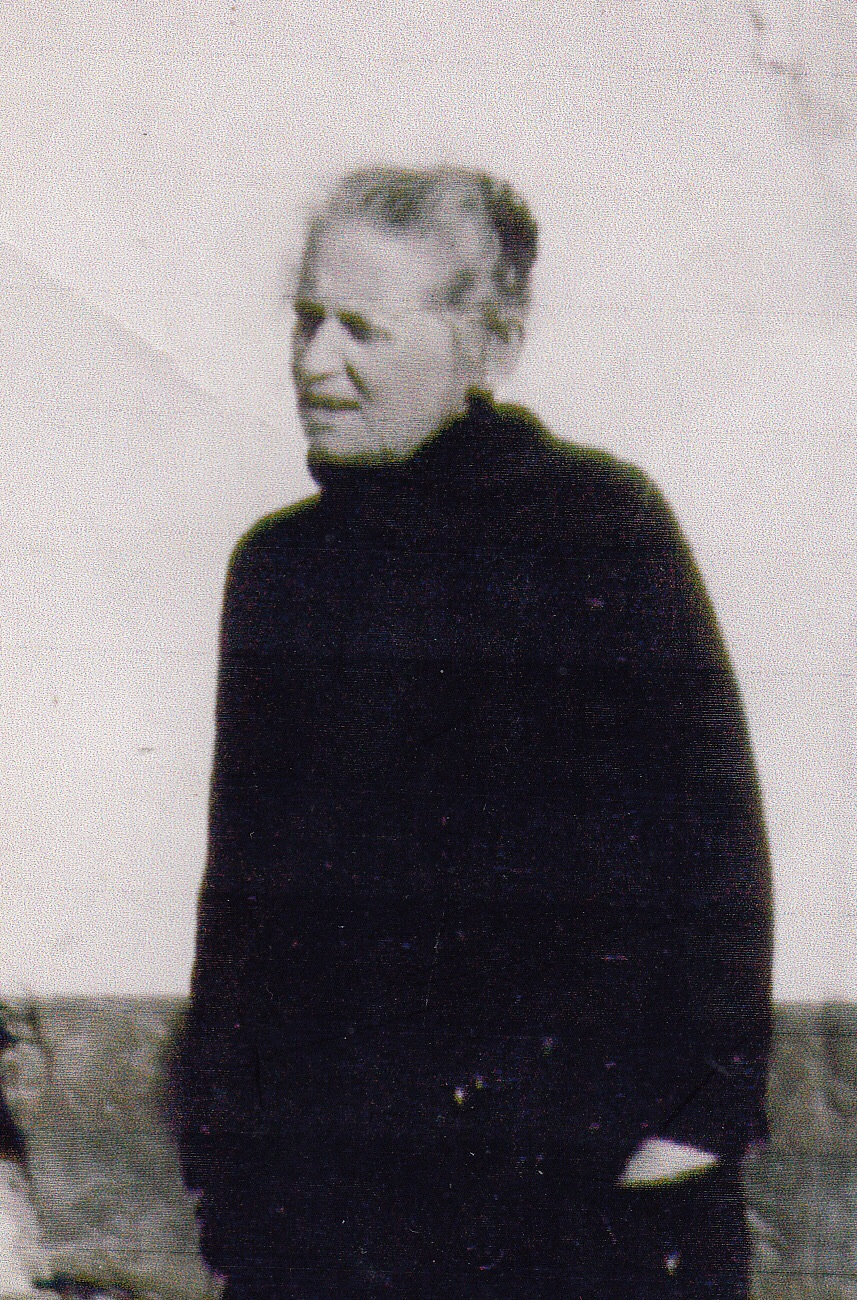
Clarisa Bello Guzmán, neta
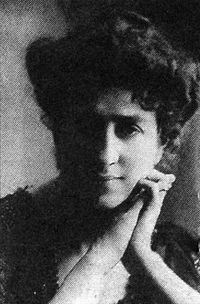
Inés Echeverría Bello escritora chilena (1868-1949)
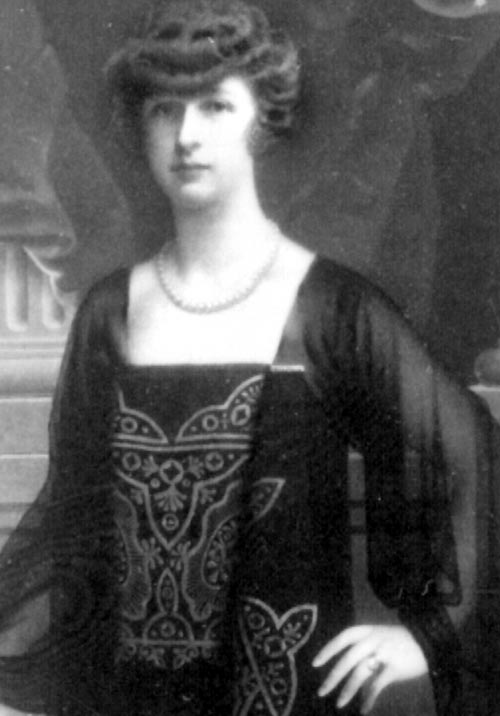
Rebeca Matte Bello Escultora chilena (1875 - 1929)
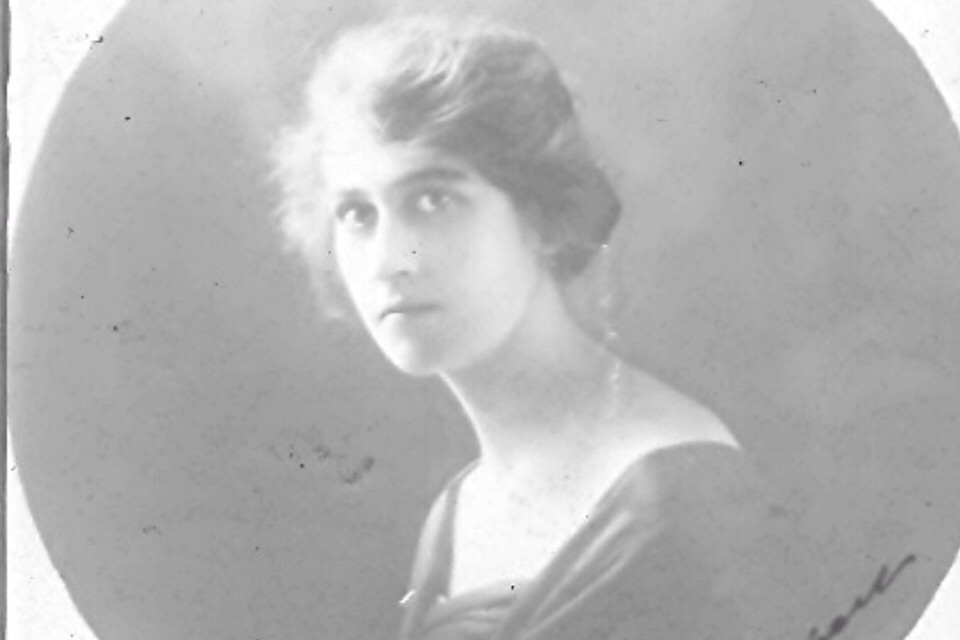
María Emilia Vargas Bello (1896-1978), bisneta
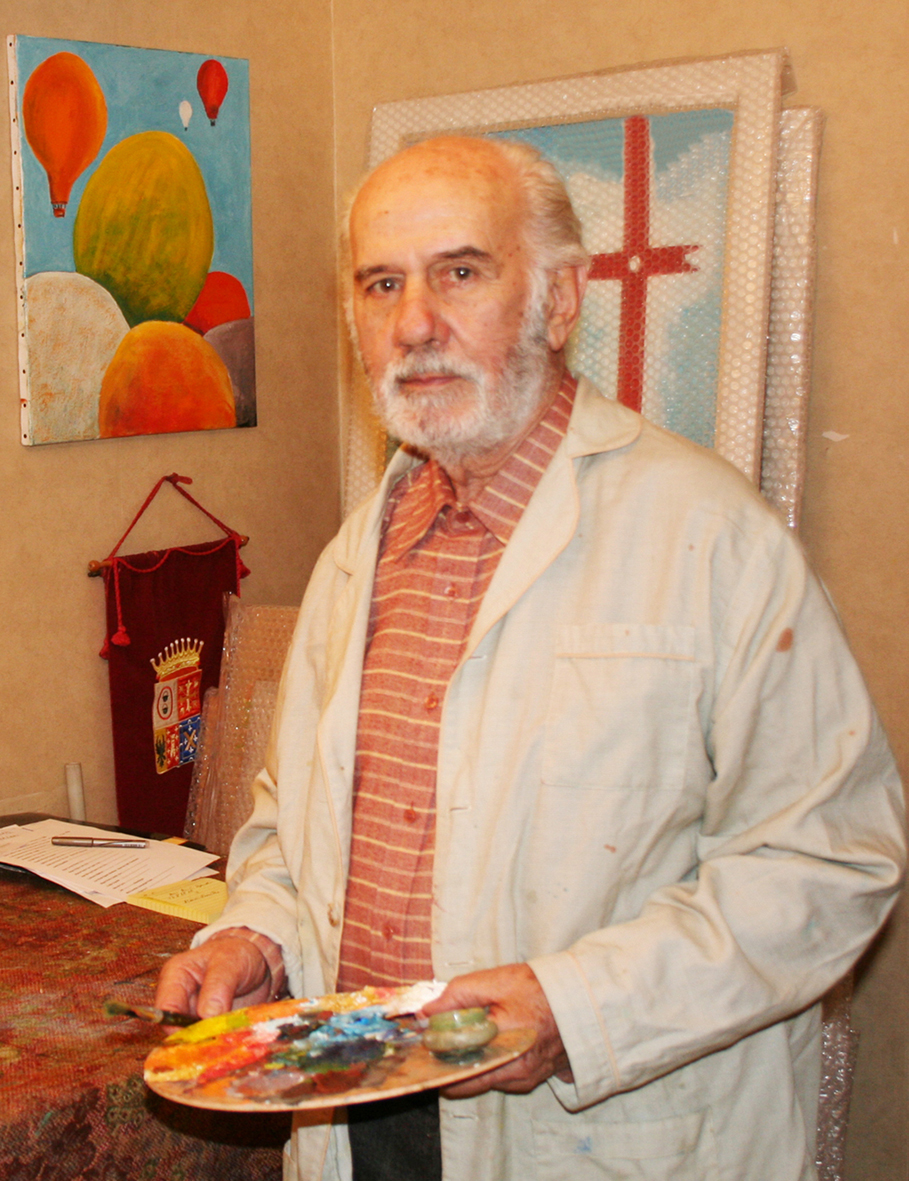
Eugenio Cruz Vargas, pintor e poeta chileno (1923 -2014)